# خورشیدگرفتگی ۴ فوریه ۱۹۴۳
خورشیدگرفتگی ۴ فوریه ۱۹۴۳ (به انگلیسی: Solar eclipse of February 4, 1943) یک خورشیدگرفتگی از نوع خورشیدگرفتگی کامل است. این خورشیدگرفتگی در تاریخ ۴ فوریه ۱۹۴۳ میلادی (‎۱۵ بهمن ۱۳۲۱ خورشیدی) روی داد که زمان اوج آن، ساعت ۲۳:۳۸:۱۰ به‌وقت ساعت هماهنگ جهانی بوده‌است. مدت زمان و طول این خورشیدگرفتگی ۲ دقیقه و ۳۹ ثانیه بود.